# Китайский опиумный притон
«Китайский опиумный притон» (англ. Chinese Opium Den) — немой короткометражный фильм, снятый Уильямом Диксоном по заказу Томаса Эдисона в 1894 году. В фильме, длящемся около 30 секунд, демонстрируется курение опиума. По оценке исследователя Майкла Старкса, отдельные детали интерьера фильма указывают на то, что «Китайский опиумный притон» был снят на студии «Чёрная Мария».
«Китайский опиумный притон» стал первым фильмом, посвящённым употреблению наркотиков. Историк кино Жорж Садуль отмечал, что популярность этого фильма стала причиной, по которой в последующие годы курение опиума стало распространённым кинематографическим сюжетом.